# Кук (планина)
Планина Кук, позната и као Аораки (маор. Aoraki), највиша је планина на Новом Зеланду. Зa висину највишег врха ове планине, од 2014. године, узима се вредност 3 724 m н. в. (12 218 стопа). Планина се налази у средишњем делу Јужних (Новозеландских) Алпа, планинском ланцу који се протеже дуж Јужног острва. Она је популарна туристичка, али и планинарска дестинација, омиљени изазов за планинаре. 
Планина Кук састоји се од три врха: Ниског (3 593 m или 11.788 стопа), Средњег (3 717 m или 12.195 стопа) и Високог врха, посматрано од југа ка северу. Врхови су лоцирани благо јужно и источно у односу на главно развође Јужних Алпа (Kā Tiritiri o te Moana). На истоку се налази глечер Тасман, а на југозападу глечер Хукер.